# Cubo de la Solana
Cubo de la Solana település Spanyolországban, Soria tartományban. Cubo de la Solana Almazán, Los Rábanos, Tejado, Quintana Redonda, Aldealafuente és Borjabad községekkel határos. Lakosainak száma 163 fő (2024).

## Népesség
A település népessége az elmúlt években az alábbi módon változott:
| Lakosok száma | 241  | 229  | 223  | 212  | 182  | 184  | 182  | 184  | 166  | 163  |
|               | 2001 | 2004 | 2007 | 2009 | 2012 | 2014 | 2017 | 2019 | 2022 | 2024 |